# Maron (Meurthe-et-Moselle)
Ne doit pas être confondu avec Maron.
Maron est une commune française située dans le département de Meurthe-et-Moselle, en région Grand Est.
Ses habitants sont appelés des Meulsons. La forme « Meulson » qui désigne l'escargot était usitée dans les patois du Toulois et du Saintois.

## Géographie

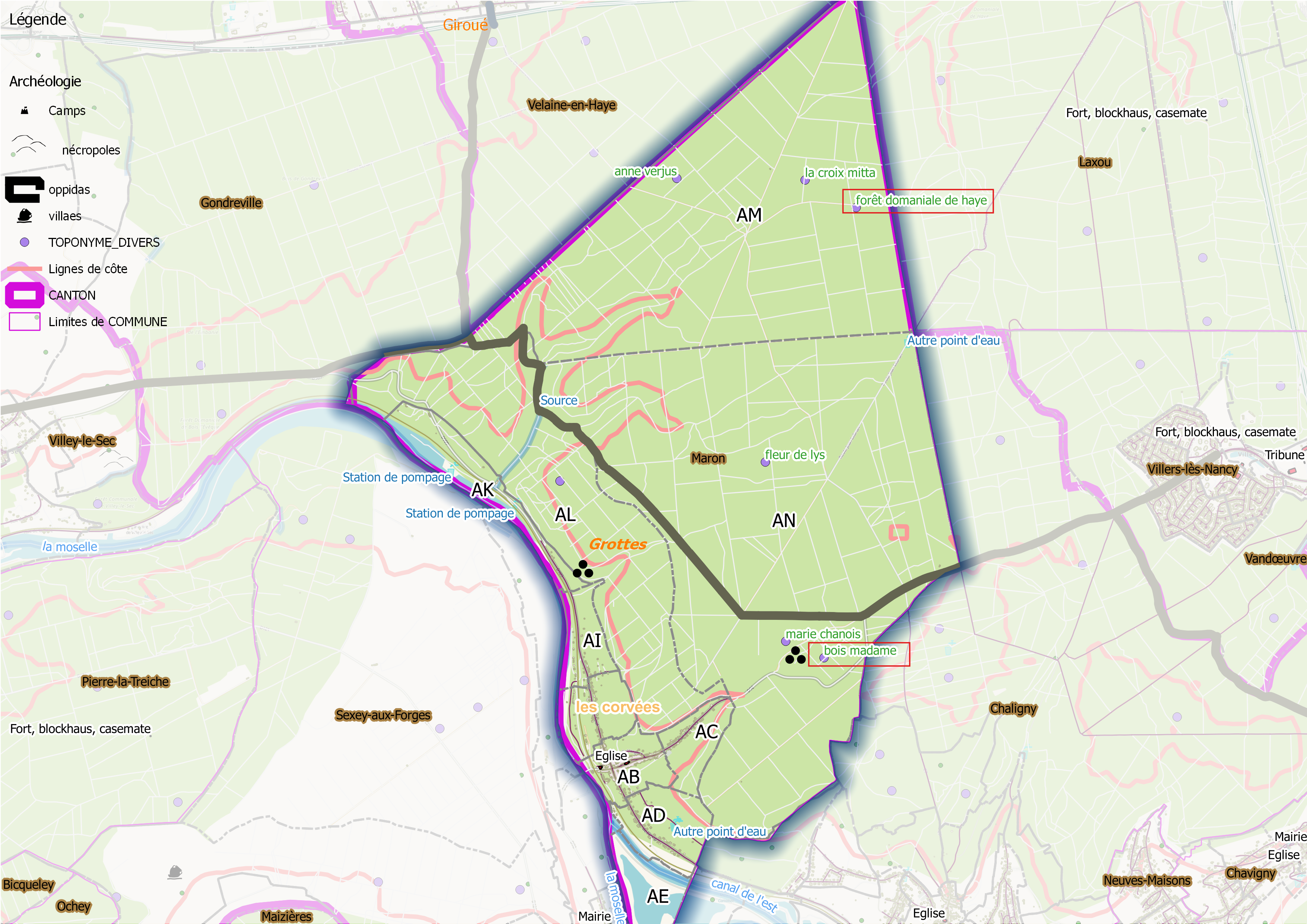
Fig. 1 - Maron (ban communal).

### Localisation
Le village de Maron est situé dans le Nord-Est de la France, dans une vallée creusée par la Moselle à l'intersection de deux liaisons anciennes entre Nancy et Toul (D 92/D 121), d'une part et entre Pont-Saint-Vincent et Liverdun (D 59/D 909), d'autre part.
D'après les données Corine land Cover, le territoire communal de 1918 hectares se composait en 2011 de près de 95 % de forêts, végétation arbustive et prairies, 1,5 % de zones urbanisées et 3,5 % de surfaces en eau.
La ban communal est parcouru par la Moselle naturelle sur 2,8 km et par son ouvrage canalisé sur 3,518 km.

### Communes limitrophes
| Bois-de-Haye | Bois-de-Haye | Laxou                      |
| Gondreville  | Maron        | Chavigny,Villers Clairlieu |
|              | Sexey        | Chaligny                   |

### Hydrographie
La commune est dans le bassin versant du Rhin, au sein du bassin Rhin-Meuse. Elle est drainée par la Moselle et la Moselle canalisée,.
La Moselle, d'une longueur totale de 560 kilomètres dont 314 kilomètres en France, prend sa source dans le massif des Vosges au col de Bussang et se jette dans le Rhin à Coblence en Allemagne. 
La Moselle canalisée est un canal, chenal non navigable de 135 km qui relie la commune de Dieulouard à celle de Kœnigsmacker où il se jette dans la Moselle. 

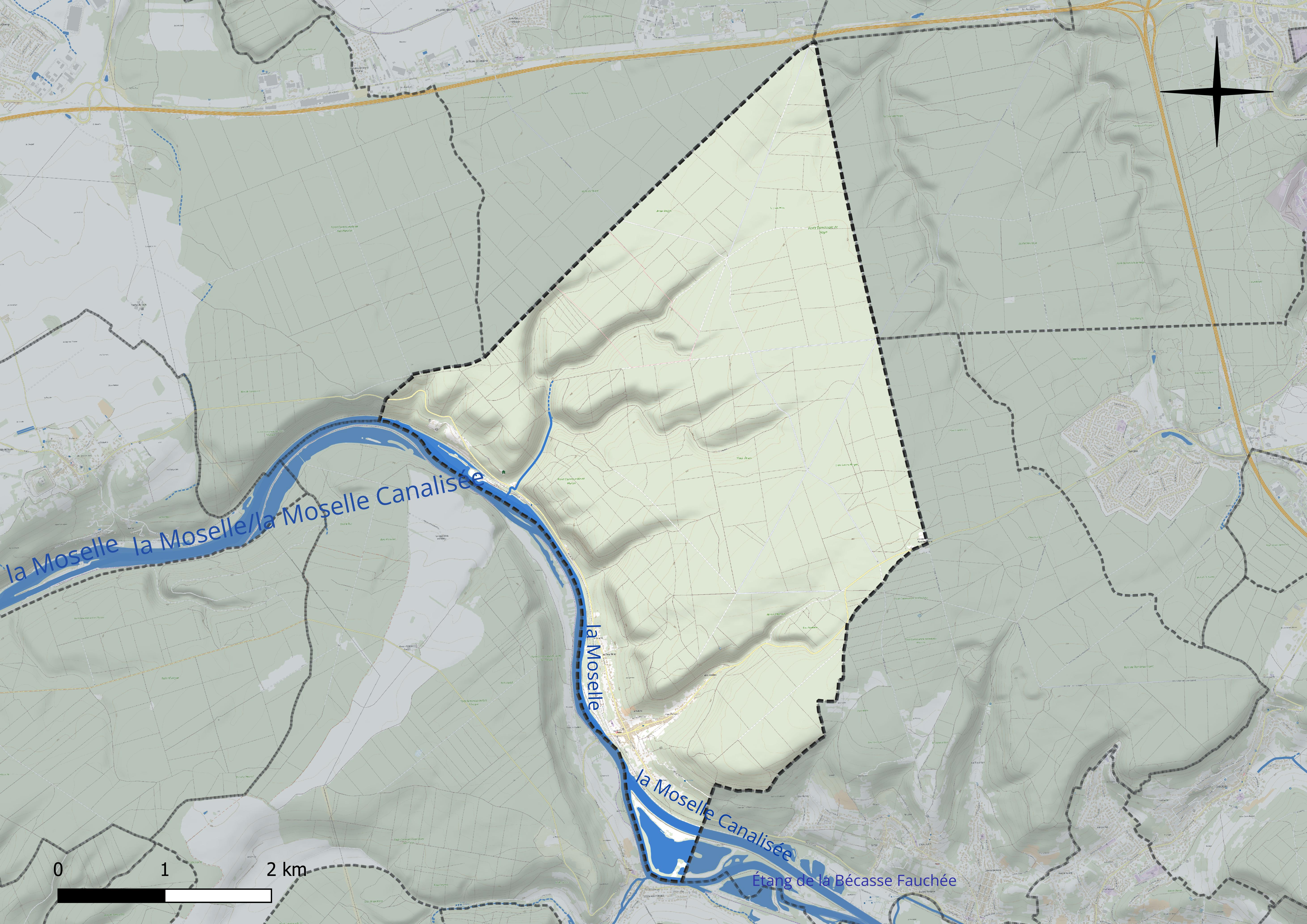
Réseau hydrographique de Maron.

### Climat
Pour des articles plus généraux, voir Climat du Grand Est et Climat de Meurthe-et-Moselle.
En 2010, le climat de la commune est de type climat des marges montargnardes, selon une étude du Centre national de la recherche scientifique s'appuyant sur une série de données couvrant la période 1971-2000. En 2020, Météo-France publie une typologie des climats de la France métropolitaine dans laquelle la commune est dans une zone de transition entre le climat océanique altéré et le climat océanique altéré et est dans la région climatique  Lorraine, plateau de Langres, Morvan, caractérisée par un hiver rude (1,5 °C), des vents modérés et des brouillards fréquents en automne et hiver. 
Pour la période 1971-2000, la température annuelle moyenne est de 9,8 °C, avec une amplitude thermique annuelle de 16,6 °C. Le cumul annuel moyen de précipitations est de 833 mm, avec 12,2 jours de précipitations en janvier et 9,7 jours en juillet. Pour la période 1991-2020, la température moyenne annuelle observée sur la station météorologique de Météo-France la plus proche, « Nancy-Ochey », sur la commune d'Ochey à 10 km à vol d'oiseau, est de 10,5 °C et le cumul annuel moyen de précipitations est de 810,4 mm. 
La température maximale relevée sur cette station est de 39,6 °C, atteinte le 25 juillet 2019 ; la température minimale est de −19,1 °C, atteinte le 12 janvier 1987,,. 
Les paramètres climatiques de la commune ont été estimés pour le milieu du siècle (2041-2070) selon différents scénarios d'émission de gaz à effet de serre à partir des nouvelles projections climatiques de référence DRIAS-2020. Ils sont consultables sur un site dédié publié par Météo-France en novembre 2022.

## Urbanisme

### Typologie
Au 1er janvier 2024, Maron est catégorisée bourg rural, selon la nouvelle grille communale de densité à sept niveaux définie par l'Insee en 2022.
Elle est située hors unité urbaine. Par ailleurs la commune fait partie de l'aire d'attraction de Nancy, dont elle est une commune de la couronne,. Cette aire, qui regroupe 353 communes, est catégorisée dans les aires de 200 000 à moins de 700 000 habitants,.

### Occupation des sols
L'occupation des sols de la commune, telle qu'elle ressort de la base de données européenne d’occupation biophysique des sols Corine Land Cover (CLC), est marquée par l'importance des forêts et milieux semi-naturels (93,5 % en 2018), en diminution par rapport à 1990 (94,8 %). La répartition détaillée en 2018 est la suivante : forêts (85,2 %), milieux à végétation arbustive et/ou herbacée (8,2 %), eaux continentales (3,7 %), zones urbanisées (2,9 %). L'évolution de l’occupation des sols de la commune et de ses infrastructures peut être observée sur les différentes représentations cartographiques du territoire : la carte de Cassini (XVIIIe siècle), la carte d'état-major (1820-1866) et les cartes ou photos aériennes de l'IGN pour la période actuelle (1950 à aujourd'hui).

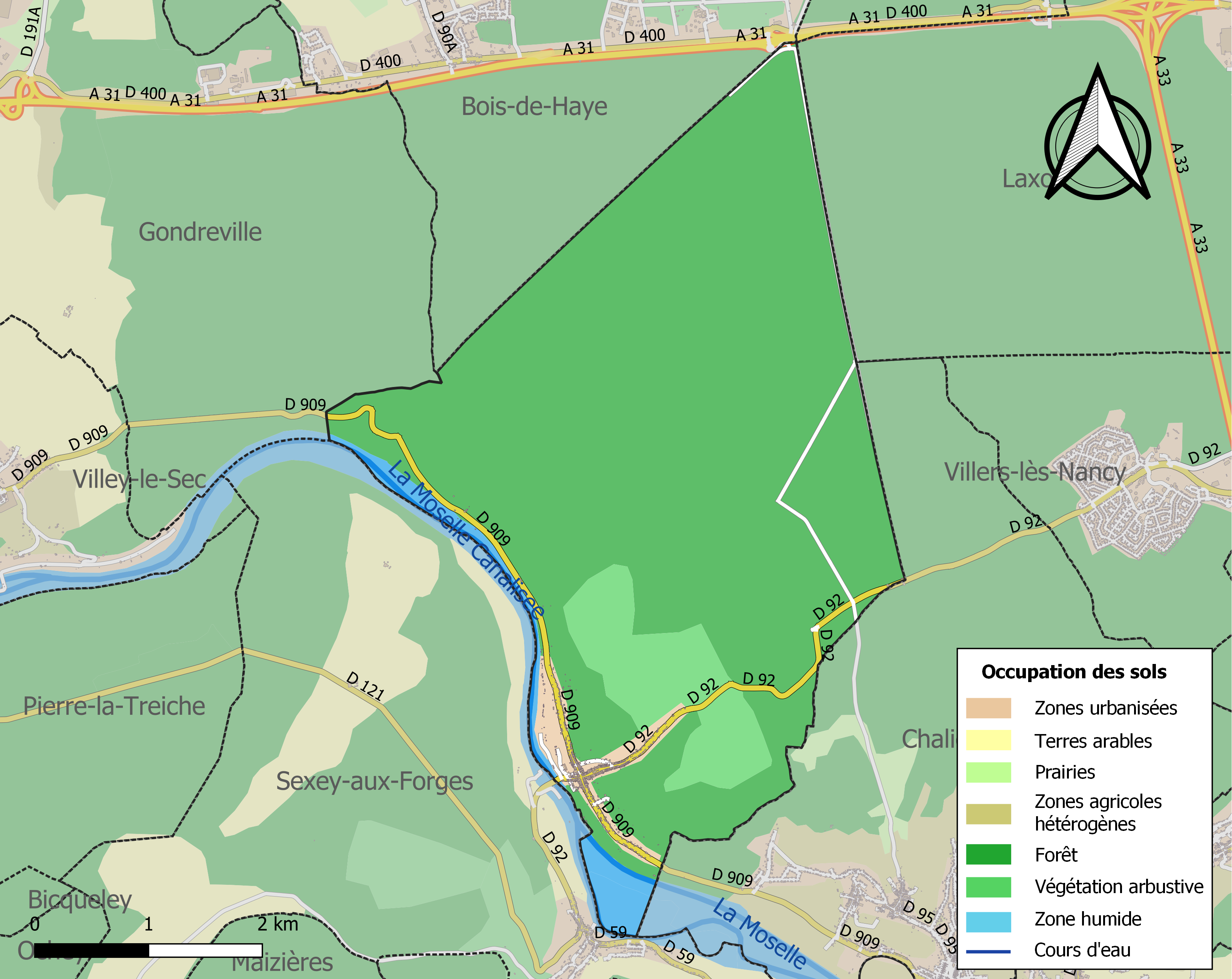
Carte des infrastructures et de l'occupation des sols de la commune en 2018 (CLC).

## Toponymie
Ecclesia Sancti-Gengulphi de Maioron, Mairon (1126) ; Marron (1600) sont les graphies recensées par le Dictionnaire topographique de Meurthe. Le pouillé ecclésiastique du père Picart utilise la forme latinisée Maronum reprise par Lepage notamment.

## Histoire
Jules Beaupré indique dans son répertoire archéologique que dans le bois communal, le bois de l'Etat, et le bois la Dame, des groupes importants de tumuli avaient été fouillés sans collecte d'artéfacts, indiquant la présence humaine sur le territoire communal probablement aux âges des métaux.
Les historiens attestent l'existence de documents indiquant que les habitants se mirent sous la sauvegarde du duc de Lorraine en 1579 moyennant une redevance de deux sols par ménage (conduit) mais le lieu est cité dès 1448 dans un acte entre Pierre de Beaufremont et Philippe de Lenoncourt. Avant cette période le village n'était, semble-t-il, qu'une annexe de Chaligny,.
Une ancienne voie (chemin) est mentionnée comme traversant la commune pour relier l'abbaye de Clairlieu à Toul.
L'abbé Grosse indique que cette seigneurie dépendant du comte de Chaligny échut ensuite à la famille d'Hoffelize.
C'est à Maron, le 19 mai 1918, que l'aviateur franco-américain Raoul Gervais Lufbery, ancien membre de l'escadrille Lafayette et titulaire de 17 victoires homologuées, trouve la mort en combat aérien. Une plaque apposée sur la façade de la maison près de laquelle il a été abattu rappelle sa mémoire.
Autrefois, le village cultivait des vignes et une mine existait sur la commune où était extrait du minerai de fer. Celui-ci, de faible teneur en oxydes de fer, était surnommé « la minette ».

## Politique et administration
| Période                                  | Période      | Identité         | Étiquette | Qualité      |
| ---------------------------------------- | ------------ | ---------------- | --------- | ------------ |
| Les données manquantes sont à compléter. |              |                  |           |              |
| mars 2001                                | juillet 2020 | Jean-Marie Butin |           | Retraité     |
| juillet 2020                             | En cours     | Rémi Maniette,   |           | Ancien cadre |

## Population et société

### Démographie
L'évolution du nombre d'habitants est connue à travers les recensements de la population effectués dans la commune depuis 1793. Pour les communes de moins de 10 000 habitants, une enquête de recensement portant sur toute la population est réalisée tous les cinq ans, les populations de référence des années intermédiaires étant quant à elles estimées par interpolation ou extrapolation. Pour la commune, le premier recensement exhaustif entrant dans le cadre du nouveau dispositif a été réalisé en 2007.

En 2022, la commune comptait 837 habitants, en évolution de −0,24 % par rapport à 2016 (Meurthe-et-Moselle : −0,13 %, France hors Mayotte : +2,11 %).
| 1793 | 1800 | 1806 | 1821 | 1831 | 1836 | 1841 | 1846 | 1851 |
| ---- | ---- | ---- | ---- | ---- | ---- | ---- | ---- | ---- |
| 738  | 753  | 735  | 718  | 735  | 740  | 711  | 700  | 678  |

| 1856 | 1861 | 1872 | 1876 | 1881 | 1886 | 1891 | 1896 | 1901 |
| ---- | ---- | ---- | ---- | ---- | ---- | ---- | ---- | ---- |
| 648  | 658  | 628  | 656  | 670  | 665  | 628  | 703  | 625  |

| 1906 | 1911 | 1921 | 1926 | 1931 | 1936 | 1946 | 1954 | 1962 |
| ---- | ---- | ---- | ---- | ---- | ---- | ---- | ---- | ---- |
| 670  | 712  | 733  | 697  | 685  | 696  | 671  | 708  | 744  |

| 1968 | 1975 | 1982 | 1990 | 1999 | 2006 | 2007 | 2012 | 2017 |
| ---- | ---- | ---- | ---- | ---- | ---- | ---- | ---- | ---- |
| 707  | 770  | 717  | 804  | 828  | 830  | 830  | 856  | 831  |

| 2022 | - | - | - | - | - | - | - | - |
| ---- | - | - | - | - | - | - | - | - |
| 837  | - | - | - | - | - | - | - | - |

### Manifestations culturelles et festivités
- Festival de la randonnée. Organisé chaque année le 3e week-end d'avril par le Club Alpin Français de Nancy, le festival rassemble plus de 1 000 personnes.

## Économie
Henri Lepage et E. Grosse donnent quelques indications à caractère économique dans leurs ouvrages de 1836 et 1843 sans toutefois s'accorder sur les chiffres :
« Surf. territ. : 1875 hect.: 1122 à 114 en terres lab., 20 à 29 en prés, 88 à 190 en vignes, 525 à 1213 en bois. un Moulin à grains. (Grosse précise que les produits de la vignes sont médiocres et font néanmoins l'objet d'un grand commerce). »
indiquant tous deux le caractère agricole et viticole de l'activité.

## Culture locale et patrimoine

### Lieux et monuments

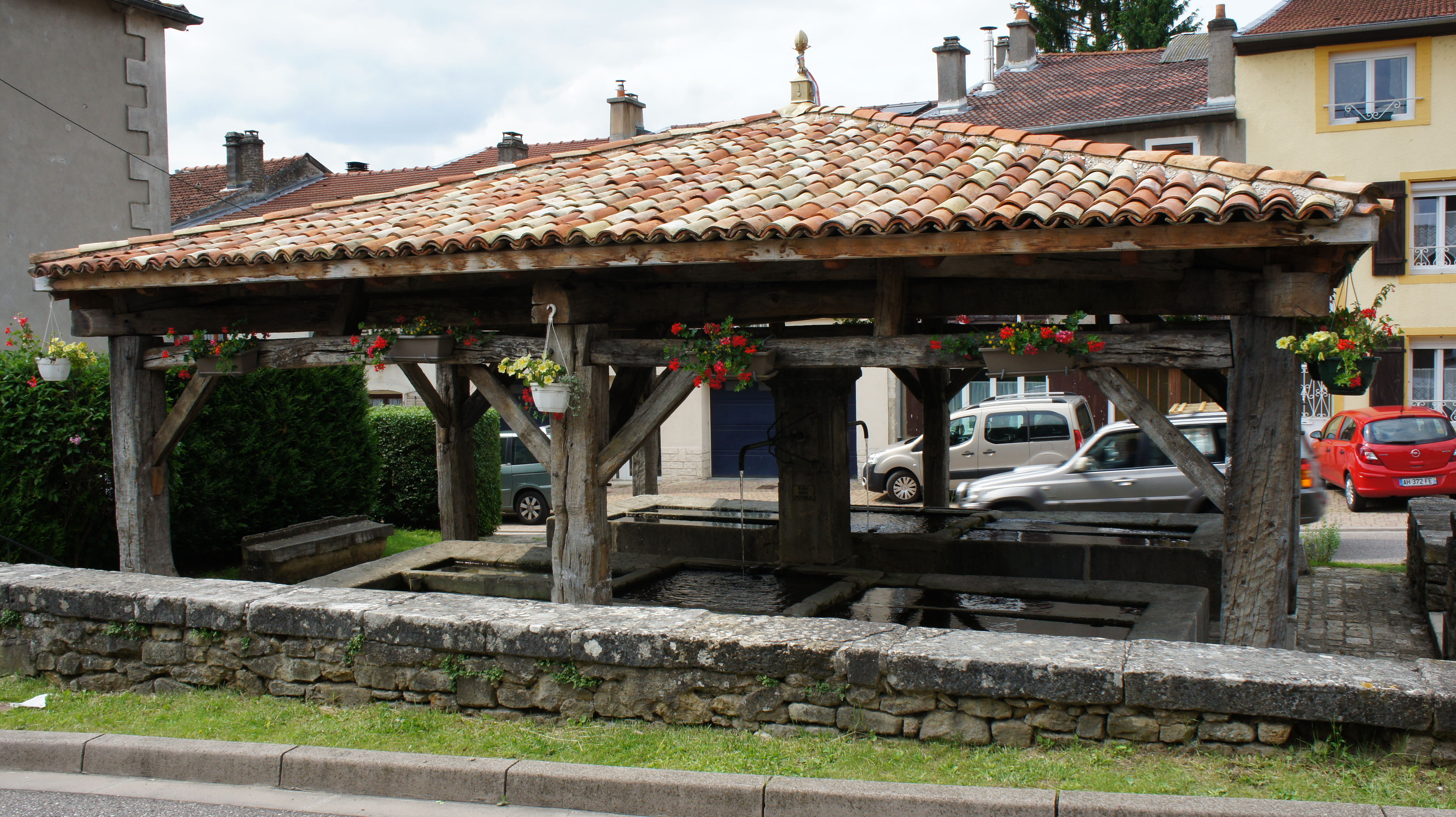
Vue du lavoir.

- Les falaises de Maron sont situées en bord de route et dominent la Moselle. Étagé sur 3 niveaux comprenant 80 voies d'escalade[30], ce lieu est classé en « terrain d'aventure »
- Maisons de vignerons des XVIIIe et XIXe siècles ;
- Ancienne mine du Val de Fer restaurée par l'Atelier de mémoire ouvrière qui a une poudrière et est visitable ;
- Le lavoir-halle entièrement restauré ;
- Église Saint-Gengoulf du XVIIIe siècle située au milieu de la rue de Nancy.

### Personnalités liées à la commune
- Pascal Lance, né en 1964, ancien coureur cycliste professionnel. A participé à 5 Tours de France.
- Raoul Gervais Lufbery, né en 1885,  as franco-américain de la Première Guerre mondiale, est mort en service sur la commune en 1918. Une plaque en sa mémoire est apposée sur le monument aux morts de la commune.
- Cyril Julian, né en 1974, ancien joueur international français de basket-ball a résidé quelque temps dans la commune.

### Héraldique
| Blason de Maron | Blason  | De gueules à la croix estrée haussée d'argent, cantonnée en chef de deux escargots affrontés, en pointe à dextre d'une grappe de raisin et à senestre de deux pics de mineur passés en sautoir, le tout d'or. |
| Blason de Maron | Détails | La croix représente les deux rues perpendiculaires de la commune. Les deux escargots sont des « meulsons », nom communément donné aux villageois. La grappe rappelle qu'autrefois Maron cultivait des vignes, et enfin les deux pics symbolisent la mine de fer de la localité. Les armes de Meulson sont tirées d'un dessin de Thierry Henriet réalisé en 1991. |